# 御来迎の滝
御来迎の滝（ごらいこうのたき）は、徳島県三好市井川町井内東にある井内谷川の滝。落差は約30m。

## 地理
4段に分かれた滝で、上から1段目、2段目、そして山道を挟んで3段目、4段目の滝がある。落差は4段で約30m、幅7mほどとなっている。2段目と3段目の滝の間を人が歩くことができ、2段目の滝をじっくり見ることが出来る。
また、毎年寒さの厳しい日が続くと滝は凍り、氷瀑を観ることが出来る。

## 交通
- JR徳島線「辻駅」より車で約20分。そこから登山。